# Miguel Sánchez de Llerena
Miguel Sánchez de Llerena (Llerena, España, 1518 - Tunja, Colombia, 1601) fue uno de los exploradores y guerreros españoles que participaron en la conquista de Colombia.

## Llegada a América
Tal y como era costumbre entre los jóvenes sin porvenir de aquella época, este conquistador extremeño partió hacia el Nuevo Mundo en busca de fortuna. En 1534 llegó a Santa Marta (Colombia) para incorporarse a las fuerzas del gobernador García de Lerma. Dado el carácter de éste, más burocrático que militar, no supo darle a la conquista de aquellas tierras el brío necesario en los primeros años y su actuación representó un rotundo fracaso.[cita requerida]
Al morir García de Lerma, llegó como gobernador Pedro Fernández de Lugo, quien dio a la conquista una orientación diferente, y aprovechando el numeroso contingente de tropa disponible, emprendió la conquista del territorio nombrando a Gonzalo Jiménez de Quesada como general de la expedición. En 1536, se inició la conquista con 800 hombres bajo su mando.

## Participación en la conquista
De los 800 hombres que partieron de Santa Marta, tras un año de contratiempos y privaciones, solamente 169 lograron llegar vivos hasta la comarca de la cordillera andina, donde después de crudos enfrentamientos con los indígenas, materializaron la fundación de Santa Fe de Bogotá, el 6 de agosto de 1538. 
Cuando se producían las primeras conquistas de los enclaves andinos, los españoles lograron grandes cantidades de oro, sobre todo luego de que Miguel Sánchez y Juan Rodríguez Parra incendiaran el templo del Sol, el más grande de la religión chibcha en el poblado de Suamox o Sugamuxi, al que llamaron Sogamoso, en septiembre de ese año.
Un año después, Miguel Sánchez estuvo presente en la fundación de Vélez y formando parte de las huestes de Gonzalo Suárez Rendón, acudió a la fundación de  Tunja[cita requerida], donde se avecindó como encomendero.  
Las rentas que recibía de las productivas encomiendas, unido a su parte del oro sustraído del Templo del Sol, lo convirtieron en un rico conquistador. Pero en aquellas tierras la riqueza no representaba descanso pues, en ocasiones, había que defenderla de los indígenas o de otros españoles que se alzaban contra la Corona.

## Otros hechos de armas
Para combatir los problemas defensivos que se presentaron, Miguel se alistó para atajar el levantamiento de Álvaro de Oyón en Popayán y la amenaza del tirano Lope de Aguirre en la ciudad de Barquisimeto (Venezuela). Aunque el dinero le sobraba, echaba en falta el sabor de la aventura, y en 1569 se unió a la aciaga expedición que organizó Jiménez de Quesada para buscar el mítico Dorado.[cita requerida]. 
En su larga vida en Tunja, ocupó varios cargos edilicios en el Cabildo de la ciudad, entre ellos alcalde y regidor. Cuando sintió que los años le pesaban, dado que al parecer no tuvo familia, devolvió sus encomiendas a la Corona y falleció después de 1596 en la ciudad que había ayudado a fundar.

## Discusión
Aunque no está probado que se trate del mismo personaje, en el registro de la iglesia Mayor de Nuestra señora de la Granada, en Llerena, se menciona que Miguel Sánchez es hijo de María Sánchez y Hernan Mateos, y que nació en abril de 1518[cita requerida]. En el archivo de Indias se indica que embarcó en la Nao Maestre rumbo a las Indias en donde decía tener mujer e hijos. Descendientes  de don Miguel dan fe de que contrajo matrimonio con Catalina Rodríguez Gil Melgarejo y con ella tuvo 5 hijos: Isabel, Lucía de la Concepción, Miguel, Francisco y Juan.[cita requerida].  Para el año 2016 los descendientes de don Miguel Sánchez, cuya última generación son los hijos, nietos y bisnietos de Antonio José Sánchez Naranjo e Isabel Medina Escobar de Sánchez viven en Colombia, principalmente en la ciudad de Bogotá.
En el Archivo de Indias de la Capital Andaluza,  consta en el Legajo un segundo viaje desde Llerena hasta al Antiguo Reino de la Nueva Granada,  el 13 de abril de 1564 casado dónde se despacho por cédula de Su Majestad (A.G.I. Contratación, leg.5.537, folio III-137 vto) [Luis J. Garra in Villa\ Llerena en el Siglo XVI- La Emigración a Indias \ Junta de Extremadura ISBN 978-8486474-13-3, 1991]